# Montmin
Montmin est une ancienne commune française, située dans le département de la Haute-Savoie en région Auvergne-Rhône-Alpes. La commune appartient à la communauté de communes du pays de Faverges.
Au 1er janvier 2016, la commune fusionne avec celle de Talloires pour former la commune nouvelle de Talloires-Montmin.

## Géographie

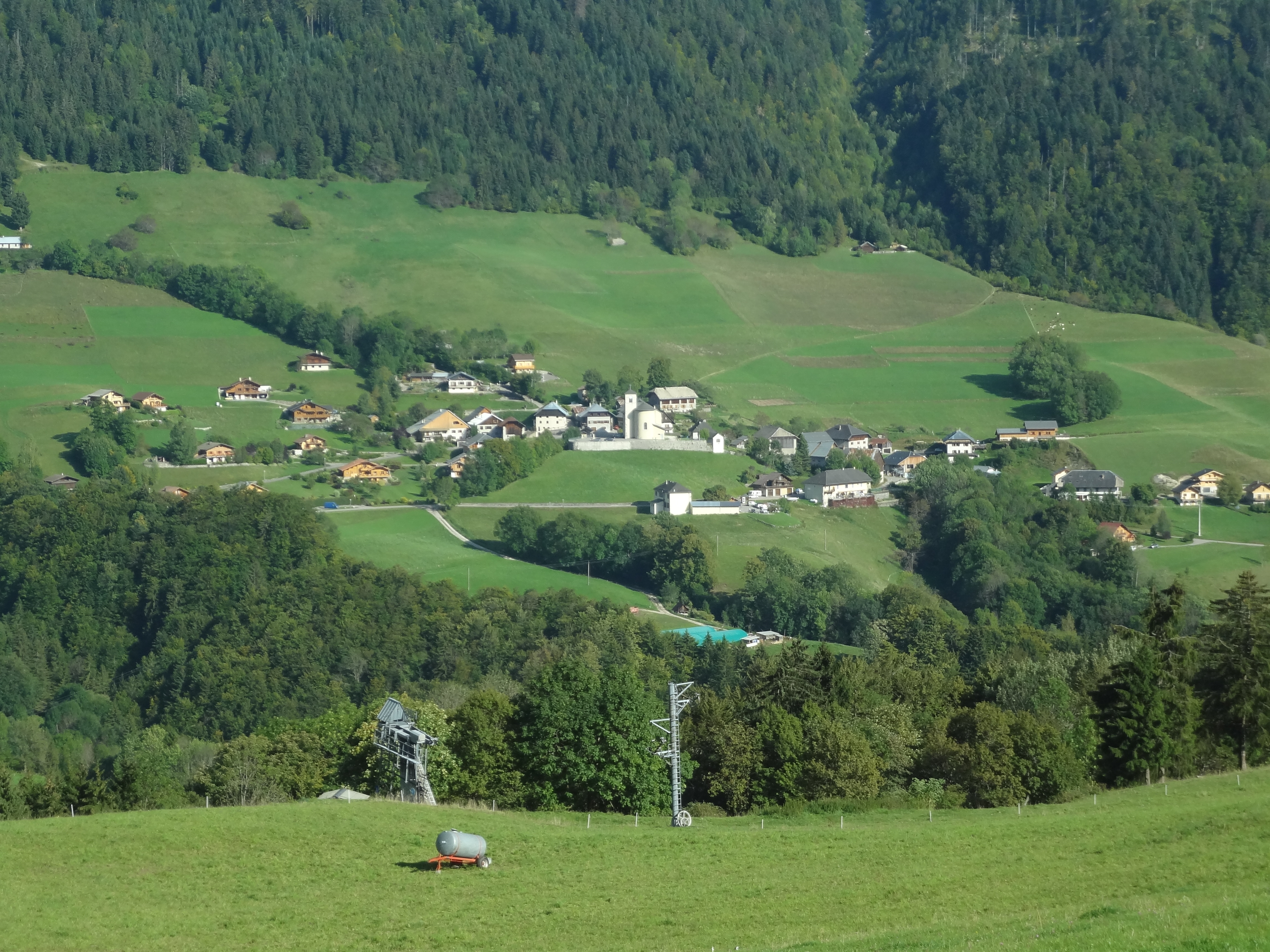
Le village de Montmin ; au premier plan, des remontées mécaniques.

### Localisation
La commune de Montmin se situe dans le Sud du département de la Haute-Savoie en région Auvergne-Rhône-Alpes.
La commune est installée à une altitude moyenne de 1 000 m au-dessus de la vallée de Faverges, qui appartient à l'ensemble plus vaste du bassin du lac d'Annecy.
Le village de Montmin se situe à l'est du lac d'Annecy, dans le massif des Bornes, au pied de la Tournette.
La commune est composée de sept hameaux, appelés aussi « villages » en Savoie, qui sont La Perrière, Plan Montmin, le Chef-Lieu, Le Bois, Le Villard, La Côte et La Forclaz.

#### Communes limitrophes

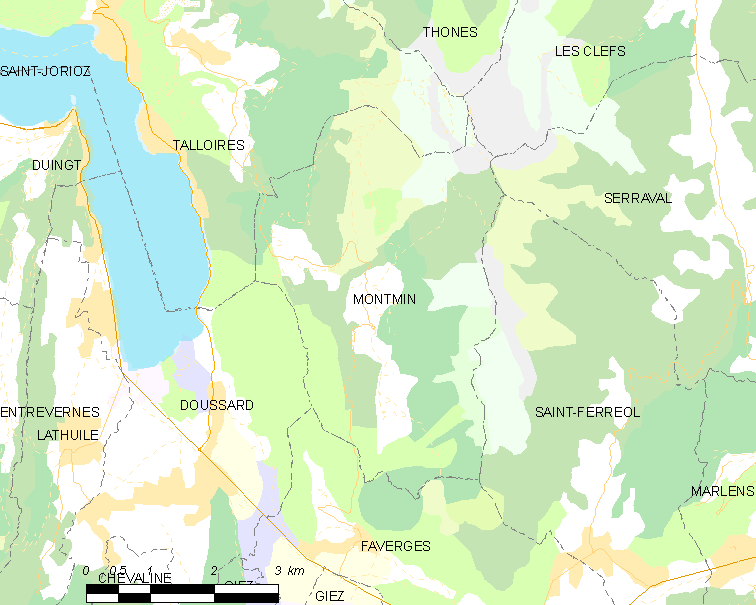
Montmin et les communes voisines.

### Climat
La situation de Montmin se trouve dans un climat continental montagnard caractérisé par une humidité marquée. Les données utilisées par Météo-France pour caractériser le climat local reprennent celles de la station météorologique de référence, située à Chambéry (située à environ 35 km au sud-ouest, de l'autre côté du massif des Bauges, à une altitude de 235 m), relevées sur la période 1981-2010. Du fait de la localisation, les hivers y sont plus froids et neigeux que ceux observés dans l'avant-pays, comme à Chambéry, et la saison estivale douce avec parfois des épisodes orageux. Les intersaisons (avril et octobre) sont aussi en moyenne plus humides.
L'amplitude thermique est proche de celle observée pour la ville d'Annecy, 20,7 °C.

### Voies de communication et transports
Le col de la Forclaz se situe sur la commune. Il est emprunté par la RD 42 qui relie le chef-lieu aux rives du lac d'Annecy.
Il est possible de rejoindre Albertville située à 26 km, ville depuis laquelle on peut rejoindre l'autoroute A430 permettant de rejoindre la combe de Savoie menant à la vallée de la Maurienne ou les métropoles de Chambéry ou de Grenoble ainsi que la RN 90 qui permet de se diriger vers les stations de sports d'hiver de la vallée de la Tarentaise. En remontant vers le nord, en traversant Annecy, il est possible de rejoindre l'autoroute A41 (sortie Annecy-Sud à 22 km ou Annecy-Nord à 25 km) permettant de se rendre vers la vallée de l'Arve à l'est ou de se diriger vers Chambéry, via Aix-les-Bains à l'ouest. On peut éventuellement rejoindre l'autoroute A40, dite « Autoroute Blanche » en empruntant l'ancienne RN 508 direction Frangy.
À partir d'Annecy, on peut se connecter au réseau ferré de la plate-forme multimodale de la gare d'Annecy. Pour les vols internationaux, l'aéroport français de Lyon-Saint-Exupéry se trouve à 142 km, soit environ 1 h 40, tandis que celui de Genève-Cointrin, en Suisse, se situe à 67 km (soit environ 1 h).

## Toponymie
La première mention de Montmin apparaît dans un document daté de 1107, sous la forme de Montemedio. On trouve au cours des siècles suivants les formes Momin ou Monmin (vers 1344).
Montmin est un toponyme d'origine francoprovençal dérivant de Mont Mayri ou Mont Meyri désignant des « alpages entourés de bois », provenant du mot Mehyre.
En francoprovençal, le nom de la commune s'écrit Monmin (graphie de Conflans) ou Montmin (ORB).

## Histoire

### Période médiévale
L'église de Montmin (de Montemedio) est mentionnée en 1107. Elle dépend de l'abbaye de Talloires. Une bulle du pape Eugène III datée du 14 novembre 1145 confirme la possession des droits sur l'église par le monastère. Les seigneurs de Duin possèdent également des terres et des droits.
En 1311, lors d'un partage, les terres reviennent aux comtes de Genève.

### Période contemporaine
À partir de 2016, la commune de Montmin fusionnera avec celle de Talloires pour former Talloires-Montmin.

## Politique et administration

### Situation administrative
La commune appartient au canton de Faverges, qui depuis le redécoupage cantonal de 2014, est composé de 27 communes dont Alex, Bluffy, La Balme-de-Thuy, Chevaline, Le Bouchet-Mont-Charvin, Les Clefs, Cons-Sainte-Colombe, La Clusaz, Doussard, Entremont, Giez, Dingy-Saint-Clair, Marlens, Le Grand-Bornand, Marlens, Menthon-Saint-Bernard, Saint-Ferréol, Seythenex, Manigod, Saint-Jean-de-Sixt, Les Villards-sur-Thônes, Talloires, Thônes, Veyrier-du-Lac, Serraval. La ville de Faverges en est le bureau centralisateur.
Elle est aussi membre de la Communauté de communes du pays de Faverges (CdCPF), et qui comporte les neuf autres communes du canton. La CdCPF fait suite à l'ancien SIVOM de Faverges, depuis l'an 2000.
La commune relève de l'Arrondissement d'Annecy et de la Deuxième circonscription de la Haute-Savoie.

### Liste des maires
| Période                                  | Période   | Identité             | Étiquette | Qualité |
| ---------------------------------------- | --------- | -------------------- | --------- | ------- |
| mars 2001                                | mars 2008 | Chantal Betend-Pepin | PS        | ...     |
| mars 2008                                | mars 2014 | Anne Bondon          |           | ...     |
| mars 2014                                | En cours  | Robert Tugend        | ...       | ...     |
| Les données manquantes sont à compléter. |           |                      |           |         |

### Jumelages
À ce jour, aucune coopération décentralisée ou autres actions extérieures n'ont été mises en place par la commune.

## Population et société

### Démographie
Ses habitants sont appelés les Montminoises et les Montminois. On dit en patois De sé de Montmin. N'in n'me put rin ! (Je suis de Montmin, personne ne me peut rien, désignant un pays perdu car les gendarmes ne montent pas si haut).

L'évolution du nombre d'habitants est connue à travers les recensements de la population effectués dans la commune depuis 1793. À partir du 1er janvier 2009, les populations légales des communes sont publiées annuellement dans le cadre d'un recensement qui repose désormais sur une collecte d'information annuelle, concernant successivement tous les territoires communaux au cours d'une période de cinq ans. 
Pour les communes de moins de 10 000 habitants, une enquête de recensement portant sur toute la population est réalisée tous les cinq ans, les populations légales des années intermédiaires étant quant à elles estimées par interpolation ou extrapolation. Pour la commune, le premier recensement exhaustif entrant dans le cadre du nouveau dispositif a été réalisé en 2008,.
En 2013, la commune comptait 318 habitants, en évolution de −0,31 % par rapport à 2008 (Haute-Savoie : +7,9 %, France hors Mayotte : +2,49 %).
| 1793 | 1800 | 1806 | 1822 | 1838 | 1848 | 1858 | 1861 | 1866 |
| ---- | ---- | ---- | ---- | ---- | ---- | ---- | ---- | ---- |
| 606  | 647  | 631  | 679  | 661  | 662  | 584  | 548  | 558  |

| 1872 | 1876 | 1881 | 1886 | 1891 | 1896 | 1901 | 1906 | 1911 |
| ---- | ---- | ---- | ---- | ---- | ---- | ---- | ---- | ---- |
| 576  | 525  | 503  | 507  | 451  | 448  | 424  | 417  | 376  |

| 1921 | 1926 | 1931 | 1936 | 1946 | 1954 | 1962 | 1968 | 1975 |
| ---- | ---- | ---- | ---- | ---- | ---- | ---- | ---- | ---- |
| 305  | 260  | 247  | 239  | 207  | 205  | 229  | 203  | 208  |

| 1982 | 1990 | 1999 | 2008 | 2013 | - | - | - | - |
| ---- | ---- | ---- | ---- | ---- | - | - | - | - |
| 180  | 192  | 189  | 319  | 318  | - | - | - | - |

### Santé
Montmin appartient au « Bassin 74123 : Faverges » avec 6 autres communes du canton de Faverges. Ce bassin comptait en 2008 sept médecins généralistes installés à Faverges, en 2012, ils ne sont plus que six. La desserte médicale est estimée en septembre 2012 à 1 médecin généraliste pour 1 759 hab., pour ce bassin. Un spécialiste en ophtalmologie est présent à Faverges. D'autres services liés à la santé sont aussi implantés, des dentistes, des infirmiers, un laboratoire d'analyse, des kinésithérapeutes, ainsi que des pharmacies sont également installés dans le chef-lieu de canton.
Faverges possède une maison de retraite.
La commune de Montmin, comme l'ensemble des communes du canton, est attachée au service d'urgences du centre hospitalier Annecy Genevois. Anciennement idéalement placé du côté des Marquisats à Annecy, sur la RD 1508, ce dernier a dès lors déménagé en 2008 du côté de Metz-Tessy, obligeant à la traversée de l'agglomération. Du côté d'Albertville, dans le département voisin, on peut également avoir accès au service du centre hospitalier intercommunal Albertville-Moûtiers.

### Enseignement
La commune de Montmin est située dans l'académie de Grenoble. En 2013, elle compte un établissement scolaire (École primaire).
L'ensemble des établissements sont rattachés, en 2013, au collège public du canton, le Collège Jean-Lachenal, situé à Faverges. Le collège, créé en 1966, porte le nom de l'un de ses premiers directeurs (1967 à 1979), qui fut également maire adjoint de 1959 à 1989. Certains élèves peuvent se rendre dans les établissements privés du bassin annécien.
Les futurs lycéens poursuivent leurs études selon leurs options, dans l'un des lycées d'Annecy (Lycée Gabriel-Fauré ou lycée professionnel Germain Sommeiller, parfois le lycée Berthollet ou encore le lycée privé Saint-Michel). Certains optent toutefois pour l'un des enseignements d'établissements des villes du département savoyard voisin (Lycée polyvalent René Perrin d'Ugine ou Lycée général et technologique privé Jeanne d'Arc d'Albertville).
La ville de Faverges possède cependant un établissement préparant différents diplômes dans son lycée professionnel privé "La Fontaine" : C.A.P. (Esthétique-cosmétique, coiffure, dessinateur en communication graphique) ; B.P. (esthétique en alternance) ainsi que B.E.P. (Bio-services, carrières sanitaires et sociales, vente action marchande) ou encore Bac Pro (artisanat et métier d’arts option communication graphique, commerce, vente). On trouve également à Faverges, un institut médico-éducatif/SESSAD Guy Yver.

### Médias

#### Radios et télévisions
La commune est couverte par des antennes locales de radios dont France Bleu Pays de Savoie, ODS Radio, Radio Semnoz... Enfin, la chaîne de télévision locale TV8 Mont-Blanc diffuse des émissions sur les pays de Savoie. Régulièrement l'émission La Place du village expose la vie locale du bassin annécien. France 3 et son décrochage France 3 Alpes, peuvent parfois relater les faits de vie de la commune.

#### Presse et magazines
La presse écrite locale est représentée par des titres comme Le Dauphiné libéré, L'Essor savoyard, Le Messager - édition Genevois, le Courrier savoyard.

### Culte
L'ancienne paroisse de Montmin était dédiée à saint Maurice. La commune est désormais intégrée à la paroisse Saint-Joseph en pays de Faverges, qui fait partie du doyenné de la Tournette, dont le siège se trouve à Faverges. Elle se trouve dans le diocèse d'Annecy. Le culte catholique est célébré dans l'église de Saint-Maurice.

## Économie

### Tourisme
Le pays de Faverges et la commune de Montmin sont tournés vers le tourisme avec notamment la présence du lac d'Annecy, la station de ski de La Sambuy-Seythenex, du Val de Tamié et celle de la commune, ainsi que l'exploitation du riche patrimoine local (musées, châteaux, etc.). Montmin dispose également d'un site de parapentes et de deltaplane. La promotion touristique du pays de Faverges et de la commune se fait par l'intermédiaire de l'office du tourisme de la communauté de communes, « Sources du lac d’Annecy - Pays de Faverges ». L'office de tourisme cantonal, mis en place dans les années 1980, est installé dans l'ancienne mairie de la ville de Faverges.
Le territoire permet une offre touristique variée avec une cinquantaine d’établissements sur l'ensemble du territoire de la communauté de communes, soit environ 12 300 lits touristiques (dont 50 % en campings - hôtellerie de plein air). La capacité de la commune est estimée à 399 lits touristiques en 2014. (461 lits en 1995). La commune possède également des résidences secondaires, des meublés de vacances ou encore des gîtes ou des chambres d'hôtes dont 133 appartiennent au réseau Gîtes de France,. La commune ne dispose ni d'hôtel, ni de camping.

## Culture locale et patrimoine

### Lieux et monuments
La commune ne compte aucun monument répertorié à l'inventaire des monuments historiques ou à l'inventaire général du patrimoine culturel. Par ailleurs, la commune ne compte aucun objet répertorié à l'inventaire des monuments historiques ni à l'inventaire général du patrimoine culturel.

#### Patrimoine religieux

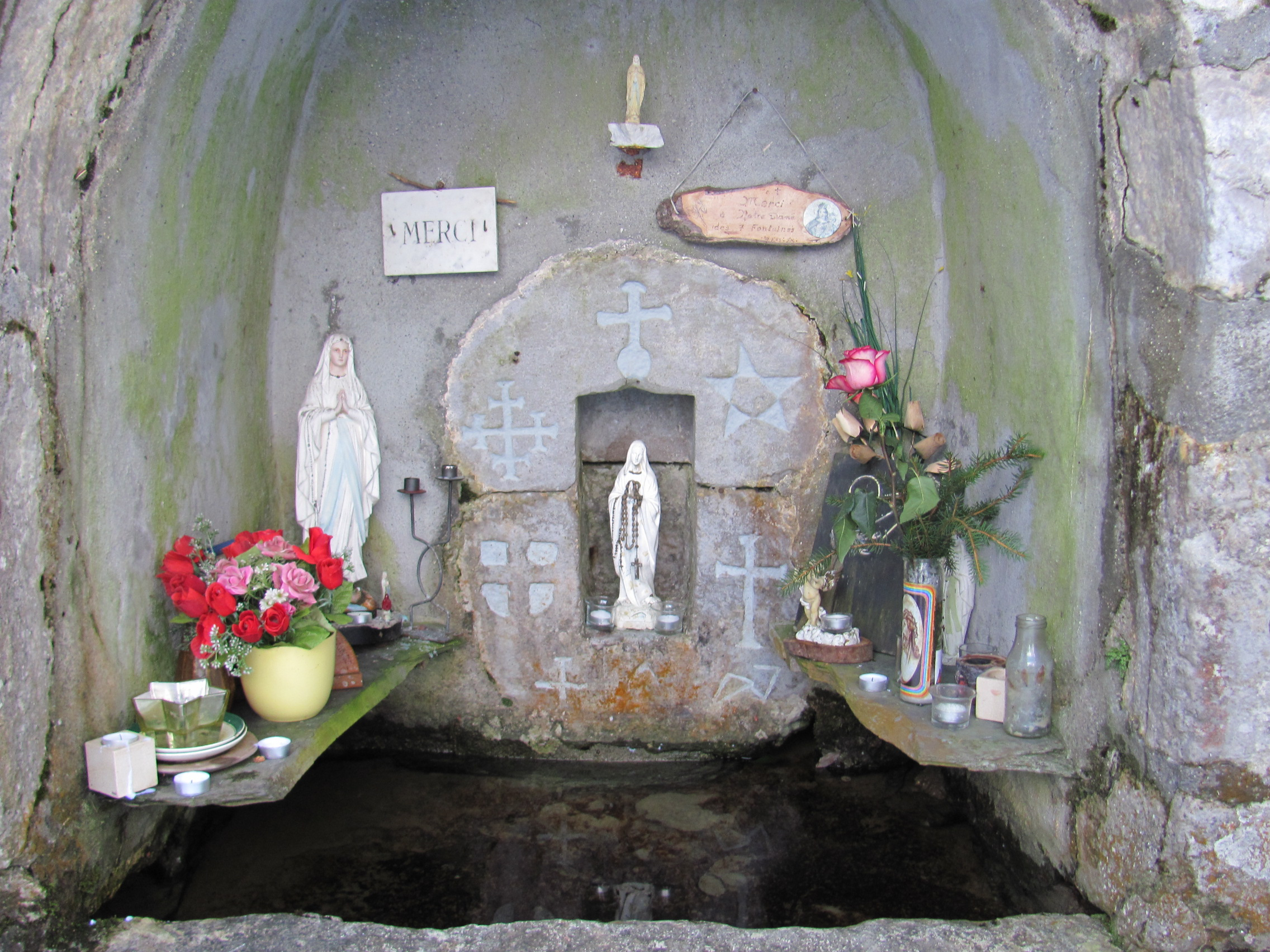
Détails de l'oratoire Notre Dame des Sept Fontaines (Plan Montmin)

- Église néo-classique sarde, consacrée à Saint-Maurice (constaté au XVIe siècle par Mgr Barthélémy, évêque de Montesfiascone et Corneto[35]), réalisée par l'architecte annécien Louis Ruphy, entre 1846 et 1848[36]. L'église possède des stalles en bois datant de la fin du XVe siècle, protégées depuis 1969[37]. L'église primitive est citée dès le XIIe siècle à l'occasion du règlement d'un conflit par une bulle papale[35].
- Sanctuaire dédié à Marie du XVIIe siècle (en direction du hameau de Plan Montmin)[38] : Chapelle et oratoire de Notre Dame des Saintes-Sept-Fontaines.
- Les Sept Fontaines. Il s'agit de sept fontaines contiguës creusées dans la roche et au-dessus desquelles se trouvent une grande croix et une statue de la Vierge. On observe sur les pierres de l'ensemble la lettre « R » (restaurée ?) et les dates 1632 et 1682[35]. De fait, il semble qu'elles ont été construites avant l'an mille, car leur construction n'est mentionnée dans aucun registre. L'ensemble fait l'objet d'un pèlerinage et des guérisons ont été constatées. La construction de la chapelle, qui se trouve à proximité, a été acceptée par Mgr Arenthon d'Alex et édifiée entre 1676-1678. Elle abrite une Vierge noire dite miraculeuse en bois qui devait se trouver au-dessus des dites fontaines[39].
- Nombreux oratoires et chapelles (nom des hameaux) :

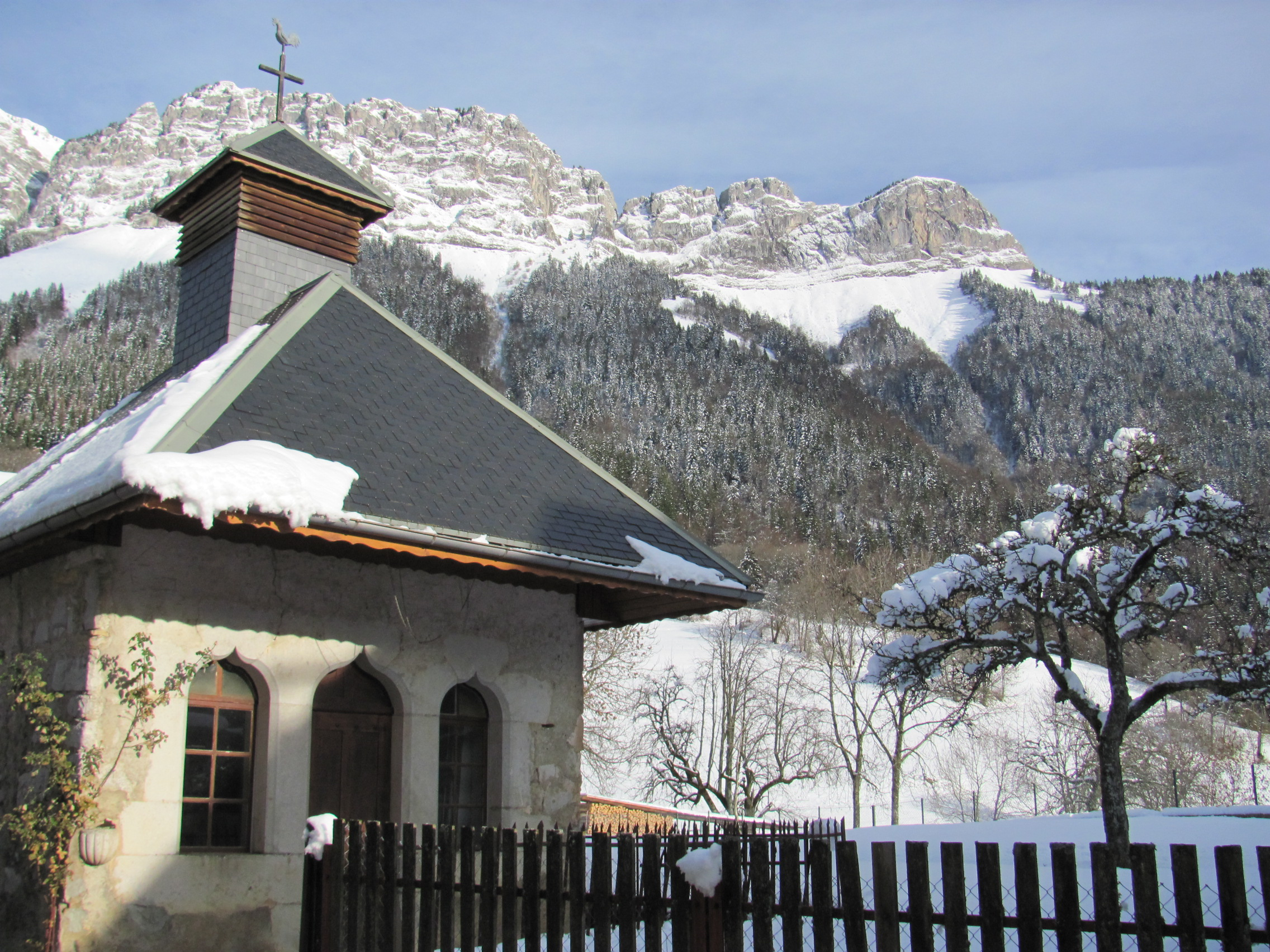
Façade de la chapelle dédiée à Saint Donat, édifiée au début du XVIIe siècle

- - Chapelle dédiée à Saint Abdon (Le Bois)
  - Chapelle dédiée à Saint Donat (Plan Montmin)
  - Oratoire du Col de la Forclaz, dit de Saint Roch. La statue, représentant très probablement Saint Antoine, qui se trouvait dans l'oratoire, a été volée en 1979[40]
  - Oratoire Saint Guérin (La Perrière)
  - Sanctuaire dédié à Marie (route actuelle de Plan Montmin à La Perrière)
  - Oratoire Saint Antoine (route actuelle de Vesonne à La Perrière)
  - Oratoire du Sacré-Cœur. Par ailleurs, la statue de l'ancien oratoire de Saint Anne se trouve aujourd'hui dans la chapelle Saint Donat (ancienne route de Vesonne à Plan-Montmin)

#### Patrimoine rural
La commune possède par ailleurs un petit patrimoine hérité de son passé agro-pastoral avec les fermes ou chalets d'alpage.

#### Patrimoine naturel
- Belvédère du col de la Forclaz, dominant le Lac d'Annecy, d'où décollent les parapentes et les deltaplanes
- Randonnée sur la Tournette, sommet du Lac d'Annecy

### Personnalités liées à la commune
- François Coutin (1881-1977), natif de Montmin, curé archiprêtre d'Alby-sur-Chéran et de Notre-Dame de Liesse à Annecy, historien, président de l'Académie salésienne (1940-1967), vice-président de l'Académie florimontane[41].